# Osvaldo Licini
Osvaldo Licini (Monte Vidon Corrado, 22 de marzo de 1894 - Monte Vidon Corrado, 11 de octubre de 1958), fue un artista y pintor italiano.
Pintor abstracto, en 1911 se matriculó en la Academia de Bellas Artes de Bolonia y más tarde se trasladó a París, donde fue influido por las pinturas de Henri Matisse.
En 1958 ganó el premio en la Bienal de Venecia. En los años 20, Licini tiene por objetivo la pintura de paisaje, post-impresionista y fauvista, con una reflexión sobre Morandi.
Su primera exposición data de 1914, en el Baglioni Hotel en Bolonia. Su fama se debe al hecho de que él era uno de los primeros en Italia en avanzar hacia la pintura abstracta en los años 30, entendida en el sentido europeo. En 1935, en París, visita el estudio de Kandinsky y la exposición Man Ray en la Galería de Cahiers d'Art. 
Su pintura abstracta es lírica, pudesto que está libre de la jaula de la geometría racionalismo a través del color, imaginación y una señal que conduce a un clima muy expresionista y luego pre-informal.

## Obra
- Il bilico, Pinacoteca de Brera, Milán
- Angelo ribelle con luna bianca, Pinacoteca de Brera, Milán
- Amalasunte
- Croci viventi
- Angeli ribelli
- Olandese volante
- Ritratti